# Vladimir (Gorj)
Vladimir è un comune della Romania di 3361 abitanti, ubicato nel distretto di Gorj, nella regione storica dell'Oltenia.
Il comune è formato dall'unione di 5 villaggi: Andreești, Frasin, Valea Deșului, Vladimir.
La sede amministrativa del comune si trova nell'abitato di Andreeşti.